# Хелий-неонов лазер
Хелий-неонов лазер (също HeNe лазер) е газов лазер с активна среда, която е смес от хелий и неон. Хелий-неоновите лазери се използват често в лабораторните опити и оптиката. Излъчената светлина има дължина на вълната 632,8 нанометра, намираща се в червената част от видимия спектър.
Пропорцията на хелия и неона в работната смес е 5:1 и тя е затворена в стъклена тръба под ниско налягане (обикновено около 300 паскала). Необходимата енергия за запалване на електрически разряд се получава при подаването на напрежение от около 1000 волта към двата електрода, разположени в краищата на тръбата, при което се получава газов разряд. Резонаторът на такъв лазер обикновено се състои от две огледала – от едната страна максимално отразяващо, а от другата – полупрозрачно, пропускащо около 1 % от падащото излъчване към изхода на устройството.
Хелий-неоновите лазери са компактни, с типичен размер на резонатора от 15 cm до 0,5 m, изходната им мощност варира от 1 до 100 mW.

## Принцип на действие
В газовия разряд на смес от хелий и неон се образуват атоми във възбудено състояние и на двата елемента. При това се оказва, че енергията на метастабилното състояние на хелия 1S0 и енергията на нивото на излъчване на неона 2p55s ²[1/2] са почти равни — съответно 20.616 и 20.661 eV. Между тези две състояния е възможно предаване на енергия (и ефективността на обмена на енергия е много голяма) чрез следния процес:
He* + Ne + ΔE → He + Ne*
където (*) означава възбудено състояние на съответния атом, а ΔE е разликата в енергиите на нивата на двата атома. Недостигащите 0.05 eV се доставят от кинетичната енергия на движението на атомите. Населеността на енергетичното ниво на неона 2p55s ²[1/2] нараства и в определен момент става по-голяма от населеността на нивото с по-ниска енергия 2p53p ²[3/2]. Настъпва т.нар инверсна населеност на нивата и средата става способна да генерира лазерно излъчване.
При преход на атома на неона от състояние 2p55s ²[1/2] в състояние 2p53p ²[3/2] се излъчва светлина дължина на вълната 632,8 нанометра. Състоянието 2p53p ²[3/2] на атома на неона също може да излъчва, но е с малко време на живот и затова бързо се девъзбужда до системата от нива 2p53s, а след това и до основното състояние 2p6 – или за сметка на изпускане на резонансно излъчване, (излъчват нивата 2p53s), или за сметка на ударите със стените (метастабилни нива 2p53s).
Освен това при подходящ подбор на огледалата на резонатора може да се получи лазерна генерация и на други дължини на вълната: същото ниво 2p55s ²[1/2] може да премине към ниво 2p54p ²[1/2] с излъчване на фотон с дължина на вълната 3,39 микрона, а нивото 2p54s ²[3/2], възникващо при стълкновения с друго метастабилно ниво на хелия, може да премине на 2p53p ²[3/2], изпускайки при това фотон с дължина на вълната 1,15 микрона. Възможно е също така да се получи лазерно излъчване с дължина на вълната 543,5 nm (зелено), 594 nm (жълто) или 612 nm (оранжево).
Честотната ивица, в която се запазва ефекта на усилване на излъчването е доста тясна – около 1,5 GHz, което се дължи на наличието на Доплеров ефект. Това свойство прави хелий-неоновите лазери подходящи като източници на излъчване в холографията, спектроскопията, а също и в устройствата за четене на баркод — баркод четци
|  | Тази страница частично или изцяло представлява превод на страницата „Гелий-неоновый лазер“ в Уикипедия на руски. Оригиналният текст, както и този превод, са защитени от Лиценза „Криейтив Комънс – Признание – Споделяне на споделеното“, а за съдържание, създадено преди юни 2009 година – от Лиценза за свободна документация на ГНУ. Прегледайте историята на редакциите на оригиналната страница, както и на преводната страница, за да видите списъка на съавторите. ВАЖНО: Този шаблон се отнася единствено до авторските права върху съдържанието на статията. Добавянето му не отменя изискването да се посочват конкретни източници на твърденията, които да бъдат благонадеждни. |

Категория:Лазери